# Ole Bachke
Ole Andreas Bachke (født 6. maj 1830 på Røros, død 3. januar 1890 i Kristiania) var en norsk jurist og politiker. 